# 沖牙太郎

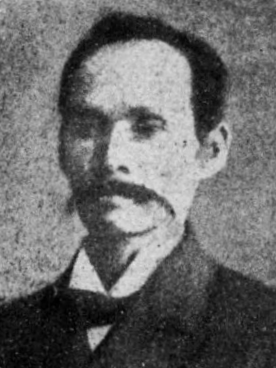
沖牙太郎

沖 牙太郎（おき きばたろう、1848年5月10日（嘉永元年4月8日） - 1906年（明治39年5月29日））は、明工舎(沖電気の前身)創業者。日本で初めて電気通信機器の製造・販売事業を興した技術者・実業家。

## 略歴
- 1848年5月10日安芸国沼田郡新庄村（現在の広島市西区新庄町）の農家・沖太郎の末子として生まれる[2]。因みに、同日に資生堂創業者の福原有信も産まれている。
- 1861年、13歳で吉崎家の養子なり、銀細工を修業[3]。
- 1874年（明治7年）実家の農業を嫌い、27歳で銀細工師の腕だけを頼りに文明開化の東京に飛び出し[4]、工部省電信寮（1877年電信局）で電信技術に携わる。電信寮の同僚に田中大吉、三吉正一ら[5]。
- 1877年（明治10年）西南戦争を機に電信事業の必要性が増大すると、政府からの電信機国産化の要請を受けて電信用の電気針や電極器などの製作に努力し、同年米国から渡来した電話機の国産製造実験にも参加[1]。この頃から電信局の三吉ら若手技術者達を糾合し、同局内に電気機械の国産化を試みる研究グループを設立した[1][6]。　狩野タケと結婚[2]。
- 1879年（明治12年）電信局に所属のまま、東京・芝西久保桜川町（現在の港区虎ノ門）の長屋で電信局の下請け工場を始め、新製品の研究に没頭[4]。
- 1881年（明治14年）電信機・電話機・電線・電鈴等の製造、販売を目的として東京・銀座に日本初の通信機器メーカー「明工舎」（後の沖電気工業）を設立[7][8]、同年、国産第1号電話機を製造[7]。
- 1882年（明治15年）松方財政によるインフレーションで一時経営危機に陥るが、陸軍省に納品した軍用携帯印字機と軍用電池が高い評価を受け、政府が打ち出した将来の対清戦争を前提にした軍備拡張計画も相まって受注が増大。東京～横須賀間の海軍専用の電話線を架設し、軍用電話も納入した[4]。また浅草凌雲閣の電話設備を請け負うなど広告戦略も導入し、会社の基礎を確立した[1][6][9]。明治20年前後には、電灯に比べて電話の進歩は遅れていたが、牙太郎の宣伝の上手さもあって電話機において東京では独占的な地位を得る[4]。
- 1889年（明治22年）明工舎を沖電機工場と改称。
- 1899年（明治32年）逓信省のバックアップで中国に進出し、広東市で電話局開設に乗り出すが、輸出がうまくいかず撤退[4]。
- 1904年（明治37年）日露戦争では前線の連絡に沖の携帯電話機が多く使われた[4]。
- 1906年（明治39年5月29日）死去。墓所は青山霊園(1イ1-34,35)。